# Viktorín Ignác Brixi
Viktorín Ignác Brixi  (Pilsen, Bohemen, 26 juni 1716 – Poděbrady, 1 april 1803) was een Boheems componist, organist en pianist.
Brixi is een van de stamvaders van de componisten- en muzikantenfamilie Brixi uit het toenmalige Bohemen. Hij werkte in Kosmonosy en Poděbrady als organist en cantor. Hij was organist en pianist en componeerde pianosonates, kerkmuziek en missen. 

## Publicaties
- Jiří Berkovec: Slavný ouřad učitelský - kapitoly o kantorech a jejich hudbě, Příbram, Městský úřad, 2001. 175 p. ISBN 80 2387750 X
- Čs. hudební slovník. Díl 1. Praha, 1963, p. 134
- Vladimír Helfert: JIŘÍ BENDA - PŘÍSPĚVEK K PROBLÉMU ČESKÉ HUDEBNÍ EMIGRACE, Vydává Filosofická Fakulta s podporou Ministerstva Školství a národní osvěty v komisi knihkupectví a. píša v Brně, Česka 28, 209 p.

- International Standard Name Identifier: 0000 0000 5627 6277
- Nationale Bibliotheek van Tsjechië: mzk2002113254
- Virtual International Authority File: 84516517